# Gulf Stream
Gulf Stream és una població dels Estats Units a l'estat de Florida. Segons el cens del 2000 tenia 777 habitants.

## Demografia
Segons el cens del 2000, Gulf Stream tenia 716 habitants, 340 habitatges, i 222 famílies. La densitat de població era de 368,6 habitants/km².
Dels 340 habitatges en un 16,2% hi vivien nens de menys de 18 anys, en un 60,6% hi vivien parelles casades, en un 1,8% dones solteres, i en un 34,7% no eren unitats familiars. En el 28,8% dels habitatges hi vivien persones soles el 18,2% de les quals corresponia a persones de 65 anys o més que vivien soles. El nombre mitjà de persones vivint en cada habitatge era de 2,11 i el nombre mitjà de persones que vivien en cada família era de 2,55.
Per edats la població es repartia de la següent manera: un 14,9% tenia menys de 18 anys, un 1,7% entre 18 i 24, un 15,6% entre 25 i 44, un 29,7% de 45 a 60 i un 38% 65 anys o més.
L'edat mediana era de 56 anys. Per cada 100 dones de 18 o més anys hi havia 89,1 homes.
La renda mediana per habitatge era de 146.985 $ i la renda mediana per família de 186.777 $. Els homes tenien una renda mediana de 78.045 $ mentre que les dones 40.625 $. La renda per capita de la població era de 133.651 $. Entorn del 2,5% de les famílies i el 2,5% de la població estaven per davall del llindar de pobresa.

## Poblacions més properes
El següent diagrama mostra les poblacions més properes.